# Myelografie
Myelografie is een techniek om een afbeelding van het ruggenmerg te maken door een contraststof in het ruggenmergkanaal te brengen en daarvan röntgenfoto's te maken. Hierdoor kan de vorm van het ruggenmerg worden beoordeeld, evenals eventurele structuren die daarop drukken.
Als onderzoeksmethode is de myelografie tegenwoordig grotendeels vervangen door MRI en CT-scans.

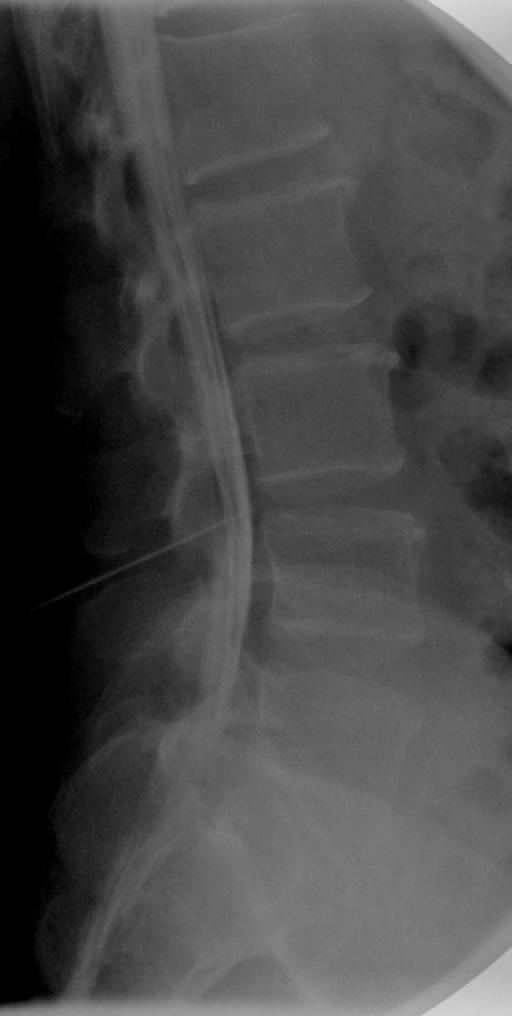
Myelografie. Dorsaal, (links op de afbeelding) is de naald waarmee de lumbale punctie is uitgevoerd nog aanwezig, tussen de derde en vierde lendenwervel. De ingespoten contraststof is wit op dit plaatje. Een HNP (hernia nuclei pulposi) zou zich openbaren als een 'deuk' in de contraststof. Dit is een normale opname; op deze opname is geen HNP te zien